# Meinier
Meinier es una comuna suiza del cantón de Ginebra. Limita al norte con la comuna de Corsier, al este con Gy y Jussy, al sur con Presinge y Choulex, y al oeste con Collonge-Bellerive.